# Высоковский сельсовет (Могилёвская область)
Высоковский сельсовет (белор. Высакоўскі сельсавет; до 1965 года — Яновский сельсовет) — упразднённая административная единица на территории Климовичского района Могилёвской области Белоруссии. Административным центром сельсовета являлась деревня Высокое.

## История
Упразднён решением Могилёвского областного Совета депутатов от 21 декабря 2011 г., все населённые пункты были переданы в состав Тимоновского сельсовета.

## Состав
В состав сельсовета входило 11 населённых пунктов:
- Автуховка — деревня.
- Высокая Буда — деревня.
- Высокое — деревня.
- Жевжик — деревня.
- Клов — деревня.
- Красавичи — посёлок.
- Меженин — деревня.
- Новый Строй — посёлок.
- Слобода — деревня.
- Торченка — деревня.
- Яновка — деревня.

Упразднённые населённые пункты:
- Тошна — деревня.